# Александров, Фёдор Александрович
Фёдор Алекса́ндрович Алекса́ндров (22.02.1919, Тверская область — 12.02.1971 Петрозаводск) — командир расчёта 82-мм миномета 1131-го стрелкового полка, старший сержант — на момент представления к награждению орденом Славы 1-й степени.

## Биография
Родился 22 февраля 1919 года в деревне Боброво, Торопецкого района Тверской области. Окончил 4 класса. Работал в колхозе, затем почтальоном.
В ноябре 1939 года был призван в Красную Армию Торопецким райвоенкоматом. В боях Великой Отечественной войны с июня 1941 года. Первый бой принял под городом Белая Церковь на Украине. Был тяжело ранен. После госпиталя служил в морской пехоте, участвовал в боях за Керченский полуостров в Керченско-Феодосийской операции, был снова ранен. После излечения вернулся на фронт. К весне 1944 года воевал в составе 1131-го стрелкового полка 337-й стрелковой дивизии, стал командиром минометного расчета.
12 апреля 1944 года в бою за населённый пункт Захорно северо-западнее города Яссы, красноармеец Александров командуя бойцами, вывел из строя 3 огневые точки противника. 26 — 29 апреля 1944, отражая контратаки врага, он с расчетом подавил огневую точку и истребил до взвода живой силы.
Приказом по частям 337-й стрелковой дивизии от 29 мая 1944 года красноармеец Александров Фёдор Александрович награждён орденом Славы 3-й степени.
28 сентября 1944 года в бою близ города Орадеа-Маре, Орадя, старший сержант Александров точным огнём нанес значительные потери атакующему противнику, расчетом подавил 4 пулеметные точки и уничтожил до 70 солдат и офицеров противника.
Приказом по войскам 27-й армии от 30 декабря 1944 года старший сержант Александров Фёдор Александрович награждён орденом Славы 2-й степени.
12 февраля 1945 года в бою на подступах к городу Буда старший сержант Александров отразил с подчиненными 7 атак противника, уничтожив 4 пулемета и более взвода солдат. 13 февраля, заменив наводчика, отразил ещё 3 атаки врага, уничтожив более 50 вражеских солдат.
Указом Президиума Верховного Совета СССР от 29 июня 1945 года за образцовое выполнение заданий командования в боях с захватчиками старший сержант Александров Фёдор Александрович награждён орденом Славы 1-й степени. Стал полным кавалером ордена Славы.
После окончания войны продолжил службу в Прикарпатском военном округе. Участник Парада Победы в Москве 24 июля 1945 года. В марте 1946 года старшина Александров был демобилизован.
Жил в Петрозаводске. Работал стрелком военизированной охраны завода «Тяжбуммаш», составителем поездов и старшим кондуктором Петрозаводского отделения Октябрьской железной дороги. Скончался 12 февраля 1971 года. Похоронен на 3-м Сулажгорском кладбище Петрозаводска.
Награждён орденами Славы 1-й, 2-й и 3-й степени, медалями, в том числе медалью «За отвагу».